# Muzeu și atelier
Muzeu și atelier este un film românesc din 1974 regizat de Erich Nussbaum, Alexandru Boiangiu.